# Frances Lewine
Frances Lewine (Nova Iorque, 20 de Janeiro de 1921 - 19 de Janeiro de 2008) foi uma jornalista estadunidense e correspondente da Casa Branca. Faleceu em janeiro de 2008 vítima de AVC.